# Archipiélago de Chiloé
Archipiélago de Chiloé är öar i Chile.   De ligger i regionen Región de Los Lagos, i den södra delen av landet, 1 100 km söder om huvudstaden Santiago de Chile. Arean är 9 181 kvadratkilometer.
Terrängen på Archipiélago de Chiloé är kuperad. Öns högsta punkt är 854 meter över havet.
I omgivningarna runt Archipiélago de Chiloé växer i huvudsak blandskog. Runt Archipiélago de Chiloé är det glesbefolkat, med 8 invånare per kvadratkilometer.